# История Гербария Московского университета

## История[1]

### Первые этапы
Преподавание ботаники в Московском университете началось вскоре после его открытия. В 1758 году, всего через три года после основания университета, в Москву из Лейпцига прибыл И. Х. Керштенс. В 1764 году он читал лекции по медицинской ботанике («врачебное веществословие»). Это была вспомогательная дисциплина, её слушали студенты «медического отдела». Об этом периоде известно немногое. Можно лишь предполагать, что преподавание не обходилось без гербарных образцов, поэтому, вероятно, какой-то гербарий существовал уже тогда.
Более определённо возникновение Гербария Московского университета можно связывать с именем П. Д. Вениаминова. В 1765/1766 учебном году он открыл в том же «медическом отделе» экстраординарный курс «Ботаническая философия с гербаризацией в летнее время».
С 1770 по 1777 год курс «Ботаническая терминология по Линнею с гербаризацией в весеннее время» в Московском университете читал М. И. Афонин (1739—1810) — первый русский профессор натуральной истории, который защитил диссертацию в комиссии под председательством Карла Линнея. Это был высокообразованный специалист не только в области ботаники, но и в зоологии, почвоведении и агрономии. Невозможно представить себе, чтобы М. И. Афонин, прошедший школу К. Линнея, не пользовался для иллюстрации на своих лекциях разнообразным гербарием.
После Афонина в Московском университете в XVIII веке разные аспекты ботаники освещали следующие лица. В 1778—1779 годах натуралист Иван Андреевич Сибирский (1745—1783) читал курс «Ботаническая философия по Линнею»; в 1784—1785 годах натуралист Феодосий Константинович Курика (1755—1785) читал «Правила ботаники по Линнею с гербаризацией»; в 1784—1786 годах профессор естественной истории и врач Фёдор Герасимович Политковский (1753—1809) читал «Натуральную Историю на латинском языке, зимою минералогию и зоологию, а весною — ботанику», затем, в 1788—1789 годах, состоявший при нём адъюнкт ботаники Пётр Годи читал «Линнееву Ботаническую Философию» и показывал «употребительные в медицине травы, следуя порядку материи медицинской Г. Бергия».
Наблюдение растений в природе и гербаризация были неотъемлемой частью системы изучения ботаники в университете. В 1790-х годах уже не на медицинском, а на философском факультете была создана кафедра естественной истории, где ботаника преподавалась на русском языке. Улучшению преподавания способствовали произведённые примерно в это же время пожертвования университету естественно-исторических коллекций некоторыми меценатами.

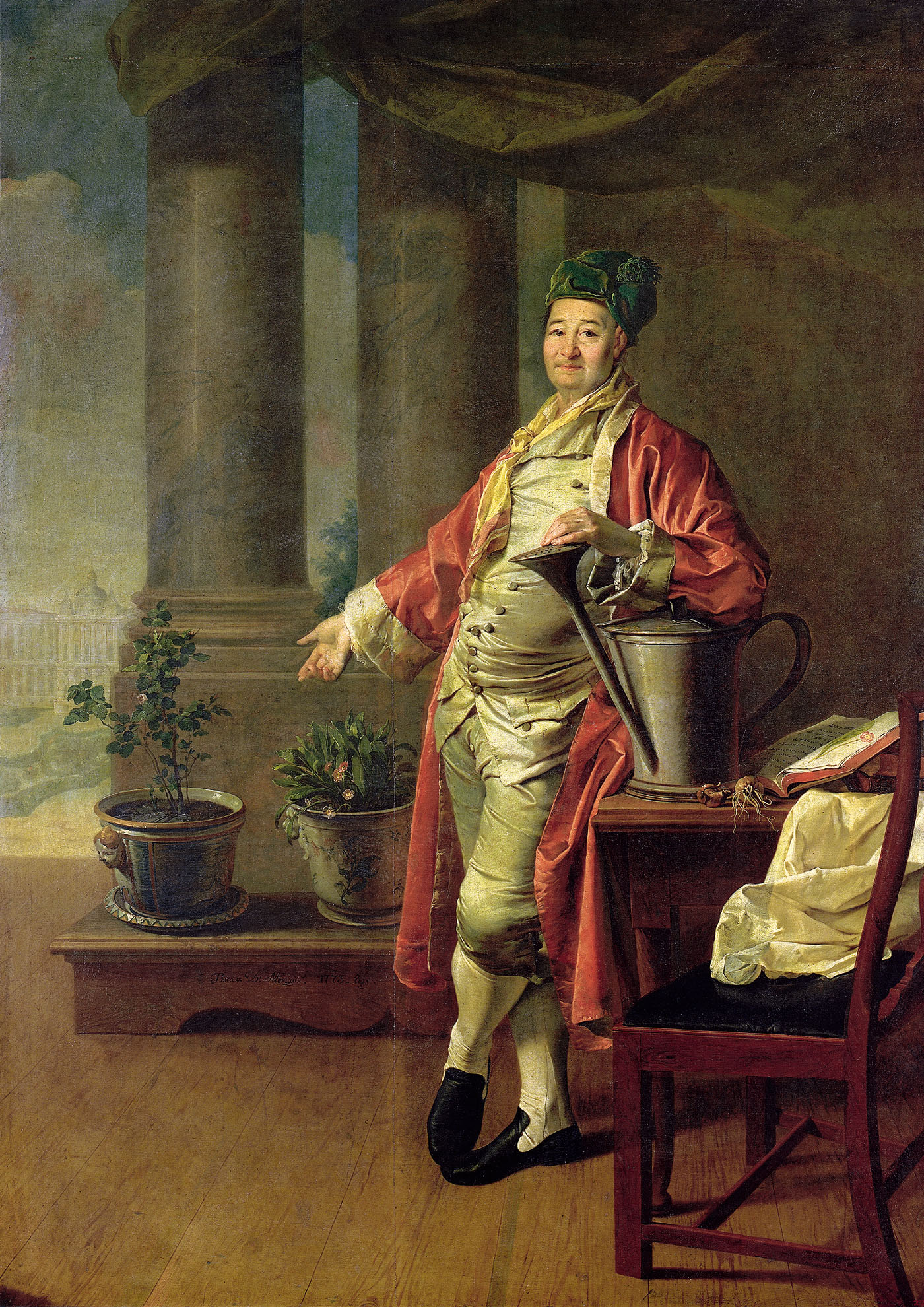
Портрет П. А. Демидова кисти Д. Г. Левицкого (1773, Третьяковская галерея).

Первые коллекции Гербария университета слагались в основном из сборов на экскурсиях по Подмосковью. Росту Гербария способствовало пышное развитие ботанических садов с широким набором «иноземных» растений, которые широко гербаризировались. Часть гербария из садов, надо полагать, попала и в университетские фонды. Особенно большое значение для пополнения российских травохранилищ имел ботанический сад П. А. Демидова, расположенный на берегу реки Москвы (на месте современного Нескучного сада), коллекции которого насчитывали около 5000 видов растений. Каталог этого сада опубликовал знаменитый ботаник П. С. Паллас в 1781 году. П. А. Демидов активно собирал гербарий выращиваемых в саду растений. Его гербарная коллекция насчитывала не менее 4000 листов.
После смерти П. А. Демидова его гербарий, включавший не только растения московского сада, его вдова и сыновья подарили Московскому университету в 1789 году. Чуть позже, в 1802 году, университет получил новый замечательный подарок — богатый различными образцами кабинет натуральной истории племянника П. А. Демидова — П. Г. Демидова, включавший обширный гербарий его отца (родного брата Прокофия) Г. А. Демидова.

### Г. Ф. Гофман и фактическое основание Гербария
К началу XIX века естественные науки в Московском университете развились настолько, что потребовалась основательная реорганизация преподавания. В 1804 г. был открыт специальный физико-математический факультет. В него вошли все естественнонаучные кафедры и кабинеты, имевшиеся в университете (преимущественно на философском факультете), а также были учреждены новые, в том числе — кафедра ботаники. Заведовать ею был приглашён из Германии профессор Гёттингенского университета Георг Франц Гофман (1760—1826), имевший к тому времени заслуженную репутацию превосходного учёного.
Гофман приехал в Москву «всерьёз и надолго». Он привёз с собой принадлежащий лично ему обширный гербарий, который пополнял и в Москве, хотя сам в России практически не гербаризировал. Пополнение шло в основном за счёт презентов и обмена с ботаниками-современниками, которые питали к Гофману глубокое уважение. Незадолго до своей кончины Гофман опубликовал каталог этого гербария . Кроме личного собрания, ему принадлежал богатейший гербарий ученика Линнея — Ф. Эрхарта. И это собрание он привёз в Москву, составил и издал его каталог. Немалую научную ценность представляет и привезённый Гофманом в Москву небольшой по численности, но содержащий практически только аутентичные образцы гербарий отца и сына Форстеров. К счастью, эти великолепные собрания сохранились в прекрасном состоянии в Гербарии Московского университета до наших дней.
Гофман заведовал кафедрой ботаники Московского университета вплоть до своей кончины в 1826 году. Он проявил себя прекрасным организатором. В частности, по его настоянию университет купил в 1805 году у Медико-хирургической академии так называемый «Аптекарский огород» и превратил его в настоящий ботанический сад с богатыми коллекциями. В сочинении Гофмана «Hortus Mosquensis», опубликованном в 1808 году, перечислено 3528 видов. Гофман принял самое активное участие в основании в 1805 году Московского общества испытателей природы (МОИП), поныне функционирующего уже в течение двухсот лет и сыгравшего важную роль в исследовании растительного покрова России и прилежащих стран. В Обществе накапливались гербарные сборы российских и зарубежных ботаников, которые позже были переданы в университет. Таким образом Московское общество испытателей природы обогатило Гербарий Московского университета замечательными коллекциями сухих растений.
Кроме преподавания, Гофман вёл серьёзную научную работу. Его исследования по морфологии и систематике зонтичных, выполненные в московский период жизни, стали позже классическими и не утратили значения до сих пор. Флористикой в России он практически не занимался (хотя и описал в 1808 году ряд таксонов с Кавказа по сборам других коллекторов), но всячески поддерживал флористов и стимулировал пополнение университетского Гербария.
На одном из традиционных торжественных годичных собраниях Московского университета он произнёс речь «De Fatis et Progressibus Rei Herbariae, imprimis in Imperio Rutheno» (лат.) («О судьбе и развитии гербарного дела, прежде всего в Российской Империи»), опубликованную в 1823 году. В ней он показал широкое развитие ботанических исследований и гербаризации в России в последние годы. Как выразился С. Ю. Липшиц, Гофман «усиленно прививал в московском обществе того времени, и особенно у своих учеников, вкус к собиранию гербариев». Именно с его именем связывают подлинное начало Гербария Московского университета. И хотя во время наполеоновского нашествия университетский Гербарий сгорел вместе со всеми постройками, после изгнания французов из России он был восстановлен. Сравнительно быстрому восстановлению Гербария способствовало то счастливое обстоятельство, что Гофман наряду с университетом преподавал в Медико-хирургической академии и держал там значительную часть гербарных образцов, в том числе — привезённые из Германии собрания: свой личный гербарий, гербарии Ф. Эрхарта, отца и сына Форстеров и др. Пожар пощадил здание Академии, где хранился гербарий, благодаря чему гофмановское гербарное собрание уцелело и оказалось существенной частью современного Гербария Московского университета.
Пожар Москвы 1812 года нанёс колоссальный и непоправимый урон ботаническим коллекциям университета. Особенно серьёзной утратой можно считать гибель обширных и интереснейших гербарных сборов, подаренных университету членами известной семьи горнозаводчиков и меценатов Демидовых. Тем энергичнее велась работа по восстановлению университетского Гербария, в особенности учениками Гофмана. Так, его любимый ученик Л. Ф. Гольдбах собрал сам, приобрёл у других ботаников и оставил университету примерно 10 000 гербарных листов. Коллекция Гольдбаха до сих пор до конца не изучена, но из неё уже выбрано масса замечательных образцов, в том числе аутентичных. Этикетки этого гербария оставляют желать лучшего — в большинстве случаев отсутствуют сведения о месте и времени сбора.
Большие сборы в Московской губернии, сохранившиеся и поныне в хорошем состоянии в Гербарии Московского университета, произвёл в 1824—1825 годах другой ученик Гофмана — М. А. Максимович. Он был специально «командирован» для сбора и описания растений всех уездов Московской губернии и оформил свои изыскания публикацией «Списка растений московской флоры», в котором перечислено 926 видов. Его гербарные сборы были оформлены в девять «томов», насчитывающих около девятисот видов.
Вели гербаризацию и пополнение университетских коллекций и студенты. В 1824 году были приняты «Правила поведения студентов Императорского Московского университета», которые запрещали студентам отлучаться за пределы городской черты по любому поводу, в том числе — «… и для ботанических гербаризаций». Это, естественно, ограничило студенческие экскурсии «в природу».
Как и раньше, сбор гербарных образцов активно проводили не только в естественных местообитаниях, но и в ботанических садах. Кроме сада П. А. Демидова, о котором сказано выше, в начале XIX века огромной популярностью пользовался ботанический сад попечителя Московского университета, первого президента Московского общества испытателей природы, графа Алексея Кирилловича Разумовского в местечке Горенки под Москвой (ныне в черте города Балашихи). В саду было 40 оранжерей, содержащих 8—9 тысяч видов растений, а также обширная коллекция в открытом грунте. В Гербарии Московского университета хранится много листов с надписями «Hort. Gor.», то есть «Hortus Gorinkensis».
Считается, что к концу жизни Гофмана Гербарий Московского университета насчитывал примерно 20 800 листов.

### Развитие Гербария в середине XIX века
Следующий этап развития университетского Гербария, охватывающий период после смерти Гофмана (1826 г.) и до 1873 г., когда кафедру ботаники возглавил И. Н. Горожанкин, характеризуется широким развитием флористических исследований и публикацией довольно большого количества флористических работ, в том числе капитальных «флор» Московской губернии и других территорий . Естественно, такие исследования не могли не сопровождаться сбором растений в природе и изучением гербарных коллекций.
После Гофмана с 1827 по 1833 гг. кафедрой ботаники руководил профессор И. А. Двигубский, бывший тогда одновременно и ректором Московского университета. Гербарных сборов этого учёного в Гербарии Московского университета не оказалось.
После ухода в отставку Двигубского его преемником по кафедре ботаники был уже упомянутый профессор М. А. Максимович, возглавлявший кафедру менее года (с августа 1833 г. до июня 1834 г.), хотя преподавание он начал здесь ещё в 1829 г. Прекрасный флорист, собравший много растений не только в Средней России, но и на Кавказе, в 1834 г. он уехал из Москвы в Киев и переменил свою специальность, приняв заведование кафедрой словесности во вновь основанном Киевском университете.
В 1836 г. руководство кафедрой ботаники и Ботаническим садом Московского университета принял А. Г. Фишер фон Вальдгейм, ставший затем (1850—1854 и 1859—1860) деканом физико-математического факультета Московского университета. И хотя его личные интересы в ботанике тяготели к анатомии растений, он сделал очень многое для расширения Гербария. Во-первых, при нём шло пополнение коллекций за счёт сбора растений в естественных местообитаниях. Во-вторых, и это главное, Фишер организовал приобретение путём покупок и дарения гербарных коллекций в других учреждениях и у частных лиц. Самая значительная акция в этом плане — приобретение в 1843 г. из упраздняемой Московской медико-хирургической академии бесценных коллекций Гофмана, Эрхарта, отца и сына Форстеров. Другое столь же значительное приобретение этого времени — гербарий К. Триниуса.
Из коллекций, приобретённых у частных лиц, заслуживают быть отмеченными следующие: 1200 гербарных листов из коллекции барона Молля (поступили в Московский университет в 1841 г.); обширный гербарий В. Ф. Карвинского из Мексики, Флориды, с Кубы и Багамских островов (поступил в 1852 г.; растения в этой коллекции не были определены и, по просьбе американских ботаников, вся коллекция была отправлена для изучения в США — пока не возвращена); гербарная коллекция древесных растений Центральной Америки. Н. И. Анненков регулярно дарил Гербарию университета свои эксикаты растений московской флоры, издание которых он начал в 1848 г.
Флористические исследования и, следовательно, поступление новых гербарных образцов в Московском университете значительно расширились, когда в 1861 г. на кафедру ботаники пришёл блестящий флорист и один из первых русских ботанико-географов Н. Н. Кауфман. Через два года, в 1863 г. он возглавил кафедру морфологии и систематики растений. Он много внимания уделил Гербарию, привёл в порядок его коллекции. Свой личный гербарий он завещал университету, его сборы очень хорошо сохранились до наших дней. Он предпринял издание эксикат московской флоры, но это полезное издание прекратилось на второй сотне . До настоящего времени не утратила значения его «Московская флора», выходившая двумя изданиями . Замечательный гербарий Кауфмана и его учеников, снабжённый полноценными этикетками, составляет заметную часть отдела флоры Восточной Европы Гербария Московского университета.
Пополнили фонды Гербария университета и сборы ученика Н. Н. Кауфмана — И. Д. Чистякова, который возглавлял кафедру морфологии и систематики растений после смерти своего учителя с 1870 по 1873 гг. и Ботанический сад университета с 1870 по 1874 гг. Продолжая традиции учителя, он также экскурсировал преимущественно по Московской губернии.

### Реорганизация Гербария в конце XIX века
И. Д. Чистяков заведовал кафедрой ботаники недолго, его сменил другой ученик Кауфмана — И. Н. Горожанкин. Сам он мало участвовал в полевых флористических исследованиях, проводимых кафедрой (его интересы лежали в основном в области морфологии растений), хотя его гербарные сборы хранятся в Гербарии Московского университета. Однако он хорошо понимал значение гербарных коллекций для широкого спектра ботанических наук, поэтому ориентировал на флористику многих своих учеников: М. И. Голенкина, К. А. Космовского, С. Н. Милютина, С. И. Ростовцева и др. Главное внимание уделялось Подмосковью, в особенности — «окской флоре». Естественно, они (а также многие студенты) много гербаризировали и пополняли университетский Гербарий.
Отчетливо осознавая ценность и значимость гербарных материалов, И. Н. Горожанкин с 1875 г. стал официальным заведующим Гербарием университета, а в 1877 г. — и Гербарием МОИП. И это была не формальная декларация — он провёл подлинную ревизию фондов обоих собраний и опубликовал заметку об их состоянии. В фондах Гербария университета в эти годы было 52 коллекции, в фондах Гербария МОИП — 73. По мнению Горожанкина, коллекции были определены на 90 %. Как и его предшественники, Горожанкин заведовал не только кафедрой ботаники, но и Ботаническим садом университета. В бытность его директором сада там построили новый лабораторный корпус, в который в 1883 г. были перевезены гербарные коллекции кафедры и МОИП; так произошло объединение обоих Гербариев.
Сразу же после размещения в новом помещении началась интенсивная разборка коллекций и приведение их в состояние, удобное для работы с ними. Горожанкин и сам принимал участие в этой работе. Им, в частности, был проверен и этикетирован гербарий К. Триниуса, составлен и опубликован его каталог . К 1889 г. Гербарий на Мещанской улице был приведен во вполне рабочее состояние. Вскоре И. Н. Горожанкин опубликовал новый список коллекций Гербария. К этому времени Гербарий Московского университета имел 60—65 тыс. гербарных листов.
Нельзя специально не отметить, как возросли объём и научное значение Гербария университета после того, как ему были окончательно переданы коллекции МОИП, накопившиеся за время его существования с 1805 г. Международная известность и высокий научный авторитет МОИП, многочисленные публикации по систематике в его изданиях, сыграли видную роль в привлечении в хранилище общества первоклассных гербарных материалов .
Среди наиболее ценных собраний отметим следующие: огромная коллекция растений Джунгарии и Алтая, собранная одними из первых исследователей этих территорий Г. С. Карелиным и И. П. Кириловым, путешествовавшими по поручению и на средства МОИП; коллекция А. Шренка — из тех же мест и из Сибири; Г. С. Карелина — из Персии и Туркмении; Э. Буассье — из Греции, Малой Азии и Испании; Т. Кочи — из Малой Азии; К. Гаускнехта — из Персии и др. Можно отметить дарственную коллекцию Д. Бентама (Америка, Австралия, Африка). Среди коллекций, поступивших из МОИП, было множество сборов из разных районов России, в том числе сборы И. И. Геннинга, М. И. Адамса, Х. Х. Стевена, Э. А. Эверсмана, И. О. Шовица, Ф. Гогенакера, А. Н. Петунникова, Э. Линдемана, А. К. Бошняка, Н. С. Турчанинова и др. (всего более 70 коллекций). Ценность поступивших коллекций определялась не только их объёмом, почти вдвое увеличившим Гербарий университета, но и значительным числом типовых образцов, содержащихся в них (в особенности в коллекциях Буассье, Гаускнехта, Карелина и Кирилова, Адамса и т. д.).
При И. Н. Горожанкине флористические исследования получили дальнейшее развитие. Продолжалось изучение флоры Средней России, в особенности «окской флоры». Под общим руководством Горожанкина московскими ботаниками (А. П. Артари, М. И. Голенкиным, К. А. Космовским, С. Н. Милютиным и др.) был проведён осмотр берегов реки Оки почти на всем её протяжении. Помимо Оки, поездки совершались и в другие части Средней России: К. А. Космовский в 1886—1889 гг. обследовал западную часть Пензенской губернии, С. И. Ростовцев в 1888 году совершил поездку на Галичью гору (Елецкий уезд Орловской губернии), положив начало детальному изучению флоры этого замечательного места. Во время этих поездок собирались обширные коллекции, которые после обработки поступали в Гербарий Московского университета. При И. Н. Горожанкине среднерусский гербарий пополнился коллекцией В. Я. Цингера, документ к его «Сборнику сведений о флоре Средней России» (1885), а также сборами Д. И. Литвинова из Тамбовской губернии, А. С. Петровского из Ярославской, А. Н. Магницкого из Пензенской, В. Д. Мешаева из Рязанской и многих других губерний.
Преждевременная смерть не позволила И. Н. Горожанкину полностью завершить намеченные планы реорганизации Гербария. Он добился учреждения должности хранителя Гербария, которую в 1888 г. занял его ученик С. Н. Милютин (1864—1915), проделавший большую работу по приведению в порядок гербарных коллекций. После Милютина хранителем Гербария с 1905 по 1913 гг. был Лев Мелхиседекович Кречетович (1878—1956). При нём были получены важные эксикаты австро-венгерской и итальянской флоры, издававшиеся за рубежом. Регулярно в Гербарий университета поступали также эксикаты «Гербарий Русской флоры», издаваемые Ботаническим музеем Академии наук. Но все же после И. Н. Горожанкина дальнейший рост Гербария шёл довольно медленно.

### Эпоха Д. П. Сырейщикова
В 1918 году на должность учёного хранителя в Гербарий Московского университета по рекомендации М. И. Голенкина был приглашён Дмитрий Петрович Сырейщиков (1868—1932), знаток среднерусских растений, автор четырёхтомной «Иллюстрированной флоры Московской губернии». В его лице Гербарий получил «долгожданного настоящего своего хозяина». До 1923 года Сырейщиков всю работу в Гербарии проводил один.
Поистине реформаторской была его деятельность: он ввёл в Гербарий расположение образцов по системе Энглера (с номерами Далла Торре — Гармса), что значительно упростило пользование коллекциями и нахождение нужных образцов. В первые же годы Сырейщиков привёл в порядок все эксикаты русской, австро-венгерской и итальянской флоры. Весь гербарий был наклеен на плотную бумагу (до Сырейщикова наклейка растений не проводилась), сделаны надписи названий растений с фамилиями авторов таксонов на обложках пачек («рубашках»). После этого он приступил к оформлению среднерусского гербария, введя районирование по губерниям.
В 1923 году благодаря энергии профессора Л. И. Курсанова Гербарий Московского университета переехал из Ботанического сада в помещения на первом этаже нового ботанического корпуса МГУ на Большой Никитской улице, где занял три комнаты; часть коллекций была размещена в коридоре. Д. П. Сырейщиков, обладая необыкновенной трудоспособностью и фанатичной любовью к растениям, занялся устройством Гербария на новом месте. Он был настоящим «трудоголиком», приходил на службу к 7 часам утра и до появления других лиц, постоянно занимавшихся в Гербарии, вёл напряжённую научную и техническую работу. До последних дней жизни он занимался подготовкой нового издания «Иллюстрированной флоры Московской губернии», ежегодно экскурсировал по разным районам Подмосковья, выискивая новые формы растений и новые местонахождения относительно редких видов. Труд этот так и остался неопубликованным, так как рукопись после смерти Сырейщикова оказалась у его дочери и впоследствии затерялась. Был опубликован лишь «Определитель растений Московской губернии» (1927).
Наряду с большой научной работой, Сырейщиков много внимания уделял разборке и монтировке коллекций, постоянному пополнению Гербария. Он передал свои обширные сборы из Московской области, сделанные в 1917—1932 годах, а также коллекцию крымских растений, собранных им в 1928—1929 годах. Он активно способствовал передаче гербарных сборов московскими и иногородними ботаниками в университетское собрание.
Д. П. Сырейщиков был страстным книголюбом. Он собрал уникальную ботаническую библиотеку (флоры, монографии, альбомы, в том числе — множество редчайших), которую подарил впоследствии Московскому университету. Сейчас эта библиотека в качестве особого собрания входит в состав университетской научной библиотеки имени Горького и размещается на биологическом факультете в двух отдельных комнатах.
В течение 7 лет почти всё свободное от дневных работ в университете время Сырейщиков отдавал составлению иконотеки — собранию рисунков растений. Эти рисунки, вырезанные из различных изданий (общим числом более 50 тысяч), были получены при содействии профессора зоологии Г. А. Кожевникова (1866—1933) из Общества акклиматизации животных и растений. Хорошо зная мировую литературу по описательной ботанике, Сырейщиков расшифровал их, то есть установил издания, из которых взята та или иная иллюстрация, наклеил их на листы одного формата (25×33,5 см) и расположил по системе Энглера. Такого собрания нет ни в одном ботаническом учреждении России, да и в мире таковых немного. Иконотеку постоянно используют для преподавания, иллюстрирования учебников, энциклопедий, различных книг, определителей растений.
Замечательные личные качества Д. П. Сырейщикова — большая научная эрудиция в сочетании с доброжелательностью и тактом — привлекали в Гербарий не только сотрудников и студентов университета, но и лиц, непосредственно не связанных с университетом, но интересовавшихся флористикой и систематикой. Некоторые из них были не только «потребителями», то есть пользовались Гербарием для разработки своих научных проблем, но и всемерно помогали Д. П. Сырейщикову в его деле. Так Н. В. Павлов и С. Ю. Липшиц на основе материалов своих путешествий создали в Гербарии Московского университета большой отдел флоры Средней Азии и Казахстана (более 20 тысяч листов). Н. В. Павлов привёл в порядок, частично определил и включил в основной фонд также и прежние казахстанско-среднеазиатские сборы, в том числе ценнейшие коллекции Г. С. Карелина и И. П. Кирилова. М. И. Назаров занимался составлением арктического гербария, разобрал и инсерировал несколько собраний растений Сибири, в частности, изучил и сделал доступной для общего пользования старинную коллекцию М. Адамса. П. А. Смирнов обогатил Гербарий Московского университета своими обширными сборами, сделанными главным образом в пределах средней полосы европейской части России, а также в Крыму, на Кавказе, Тянь-Шане и Алтае.
За время работы Сырейщикова коллекции Гербария Московского университета удвоились в объёме, достигнув почти 200 тысяч гербарных листов. Гербарий Московского университета ныне по праву носит имя Д. П. Сырейщикова.

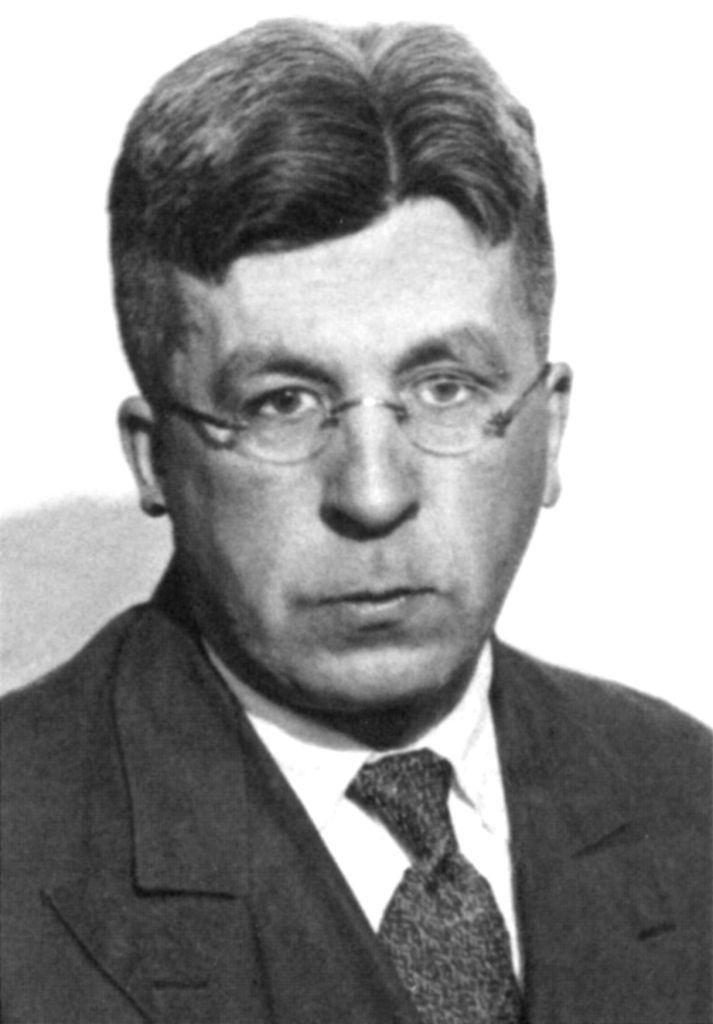
Павел Александрович Смирнов

После кончины Д. П. Сырейщикова должность хранителя Гербария Московского университета с 1933 по 1935 год занимал по совместительству Павел Александрович Смирнов, видный флорист и систематик, знаток злаков. Он сохранил и продолжил традиции Сырейщикова. Как и его предшественник, Смирнов не гнушался черновой, технической работы и многое, что можно было бы поручить лаборантам, предпочитал делать своими руками. Так, он вложил в основные фонды более 40 тысяч гербарных листов, провёл ряд организационных мероприятий по созданию отделов Гербария. Был оформлен отдел флоры европейской части СССР (на базе «среднерусского»), Крымско-Кавказский гербарий, отдел флоры Сибири, Монголии и Дальнего Востока. Все отделы Гербария интенсивно пополнялись. Большое число материалов из разных коллекций было определено, особенно в отделе флоры европейской части СССР. При Гербарии была создана справочная библиотека из «Флор», определителей, монографий, специальных журналов и справочников, общим числом более 1000 томов (в 2010 году библиотека находится на кафедре геоботаники МГУ и продолжает пополняться).

### Гербарий до переезда на Ленинские горы (период заведования М. И. Назаровым)
В начале 1935 г. Гербарий Московского университета официально был выведен из состава кафедры геоботаники и включён в функционировавший с 1922 г. Научно-исследовательский институт ботаники МГУ в качестве его самостоятельной секции. Гербарию был выделен штат сотрудников в составе заведующего, двух его помощников, лаборанта и двух препараторов. В летние месяцы для работы в Гербарии привлекалось ещё 10 временных препараторов . Для Гербария это было великое благо, потому что до того времени с 1918 г. его «штат» ограничивался одной единицей — учёным-хранителем.

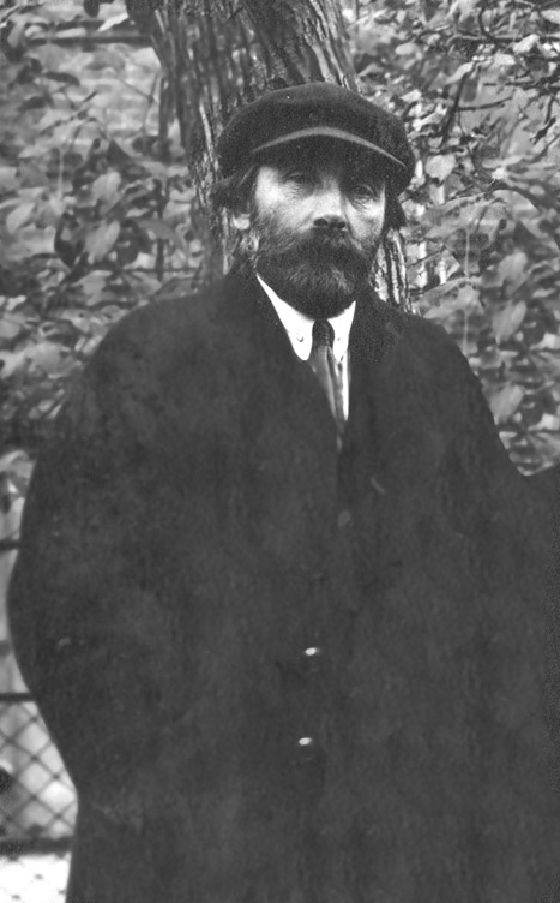
Михаил Иванович Назаров

Заведование Гербарием было поручено М. В. Культиасову, однако фактически он к этой работе так и не приступил. С 1 июля 1935 г. на эту должность был зачислен М. И. Назаров, который и до этого выполнял множество технических операций в Гербарии без материального вознаграждения. Он, как и Д. П. Сырейщиков, был трудоголиком и проводил в Гербарии всё время. Первым его действием была реорганизация мест хранения коллекций, удалось рационально разместить шкафы с гербарием в учебных аудиториях кафедры геоботаники и коридорах, организовать рабочие места для занятий с гербарными образцами как научных работников, так и студентов. Большие усилия Назаров приложил для учёта коллекций, хранящихся в Гербарии Московского университета. К 1939 г. им был подготовлен большой сводный труд, содержащий, кроме чисто цифровых учетных данных о коллекциях, краткие сведения о многих коллекторах Гербария (этот труд опубликовать не удалось, хотя рукопись сохранилась). Назаров провёл районирование отделов европейской части СССР и Кавказа, инсерировал около 15 тыс. листов личных сборов, отлично засушенных и прекрасно этикетированных. При нём был получен и включён в основной фонд гербарий Всесоюзного научно-исследовательского института каучука и гуттаперчи (более 30 тыс. листов, главным образом из Средней Азии, Казахстана и Закавказья). Был создан дублетный фонд, используемый для обмена.
В годы Великой Отечественной войны в связи с эвакуацией сотрудников университета Гербарий был законсервирован. В первые послевоенные годы происходит интенсивное пополнение Гербария новыми материалами. Преподаватели, сотрудники, аспиранты и многочисленные студенты кафедры геоботаники и кафедры морфологии и систематики высших растений привозили интересные коллекции из разных районов страны. Работа шла как в больших кафедральных экспедициях (Сталинградской, Туркменской и др.), так и в составе экспедиций других учреждений (Аэрогеологического треста, ВИЛАР и т. п.). Однако всё же после смерти М. И. Назарова в 1942 г. вплоть до 1953 г. Гербарий фактически оставался без надлежащего надзора. Коллекции монтировались, накапливались и складывались, но не разбирались. Лишь некоторые из них обрабатывались отдельными лицами, приходившими в Гербарий для работы.

### Гербарий на Ленинских горах
В 1953 г. в связи с переездом Московского университета в новое здание на Ленинских горах был учрежден штат Гербария (4 человека); заведующим назначили М. Н. Караваева, который занимал эту должность до выхода на пенсию в ноябре 1963 г. После М. Н. Караваева, с 1963 г. по настоящее время заведующим Гербарием является В. Н. Павлов.
В 1954 г. приступили к перевозке гербарных коллекций в новое здание биолого-почвенного факультета МГУ. Прежде чем разместить их на новом месте, коллекции протравили в дезинсекционной камере бромистым метилом. Так как формат многих листов и пачек, лежавших в шкафах старого здания, был несколько великоват для ячеек новых шкафов, пришлось обрезать большие листы до вновь принятого формата (29×45 см). Предварительно в большинстве случаев приходилось перемонтировывать растения, переклеивать этикетки, заново раскладывать в пачки и только после этого вкладывать в шкафы. В общей сложности на эту трудоёмкую работу понадобилось более трёх лет. Сотрудники Гербария и кафедры геоботаники, выполнявшие эти операции, стремились, естественно, сохранить коллекции на 100 %, но, к большому сожалению, полностью потерь избежать не удалось. Как тут не вспомнить русскую пословицу, сравнивающую переезды с пожарами.
К 1958 г. коллекции Гербария Московского университета были приведены в состояние, обеспечивающее их доступность для научной работы и наведения необходимых справок. Гербарий им. Д. П. Сырейщикова занял два зала общей площадью 360 м2 в здании биологического факультета МГУ. Его коллекции располагаются в дубовых шкафах. Небольшая часть гербария лежит на шкафах (в основном неразобранные коллекции и дублетный фонд). В. Н. Павлов и И. А. Губанов разработали схему районирования отдела Средней Азии и Казахстана (последнего отдела, остававшегося нерайонированным). Под их руководством Т. В. Багдасарова, Н. С. Митрофанова, Т. П. Баландина провели размещение образцов согласно этой схеме районирования. Фонды Гербария продолжали интенсивно пополняться и пополняются в настоящее время как за счет сборов сотрудников, аспирантов и студентов различных кафедр МГУ, так и за счет поступлений от отечественных и зарубежных ботаников и организаций.
С 1970-х гг. началась интенсивная работа по выделению аутентичных образцов из коллекций общего пользования и формированию особого фонда гербария типовых образцов с целью создания надёжного режима хранения и контроля самой ценной части гербарных коллекций. Эта работа принесла и ощутимые научные результаты. Во-первых, удалось наладить строгий учёт типовых образцов, вначале путём создания картотеки, а затем — компьютерной базы данных и печатных каталогов. Во-вторых, значительная часть образцов, считавшихся «обычными», при ближайшем изучении оказались аутентиками.
М. Н. Караваев в последние годы своей работы в Гербарии Московского университета, а затем и будучи пенсионером, широко развернул работы по выявлению и описанию гербарных образцов, имеющих важное историческое значение. Удалось отыскать и атрибутировать некоторое число образцов, сохранившихся после пожара 1812 г., в том числе остатки гербария Демидовых. Изучению были подвергнуты и так называемые «именные коллекции» — гербарии Ф. Гофмана, Ф. Эрхарта, К. Триниуса, отца и сына Форстеров, а также коллекции, имеющие отношение к деятельности К. Линнея. Был налажен интенсивный обмен образцами, как с отечественными, так и с зарубежными травохранилищами.

### Гербарий за последние 30 лет
Работа Гербария Московского университета в последние десятилетия проходила и идет в русле мировых традиций и тенденций развития гербарного дела. Научная деятельность была сосредоточена на трёх основных направлениях: 1) выявление, изучение и инвентаризация аутентичных материалов; 2) обработка и инвентаризация основных исторических коллекций; 3) разработка и использование современных компьютерных технологий в ряде направлений гербарного дела.
Самой ценной частью любого травохранилища является собрание типовых (аутентичных) образцов. Ценность и значение любого научного гербария во многом определяется числом и авторством хранящихся в нём типовых образцов. «Международный кодекс ботанической номенклатуры» настоятельно рекомендует «… помещать и тщательно хранить материал, на котором основано название таксона… в государственных гербариях или других государственных коллекциях, где практикуется свободный доступ к хранимому материалу». Именно поэтому изучению аутентичных материалов Гербария Московского университета уделялось особое внимание. Были исследованы аутентики отдельных ботаников — классиков ботанической науки, аутентики в пределах отдельных таксономических групп и, наконец, выявлены состав и таксономическая структура всей коллекции аутентиков в целом на современном уровне наших знаний. Сотрудниками Гербария было детально изучено флористическое наследие многих выдающихся отечественных систематиков и флористов. Опубликованы результаты выявления и изучения аутентичных образцов таксонов, описанных классиками и современниками — Н. В. Павловым, П. А. Смирновым, Г. С. Карелиным и И. П. Кириловым, Маршаллом фон Биберштейном и некоторыми другими известными ботаниками.
Благодаря трудам М. Н. Караваева, А. И. Меркиса и Н. С. Митрофановой стали известны сведения о хранящейся в Гербарии Московского университета коллекции отца и сына Форстеров, собранной на островах Океании во время Второго кругосветного путешествия капитана Джеймса Кука в 1772—1775 гг. и содержащей значительное число аутентичных образцов папоротников и цветковых растений. Ботаники Национального Гербария США в Вашингтоне Р. Фосберг (Raymond F. Fosberg) и Д. Николсон (Dan H. Nicolson) во время рабочих визитов в Гербарий Московского университета соответственно в 1990 году и 2000 году детально изучили эту коллекцию. Результаты этих работ вошли в обстоятельную монографию об итогах ботанических исследований отца и сына Форстеров в этой важной для истории естествознания экспедиции.

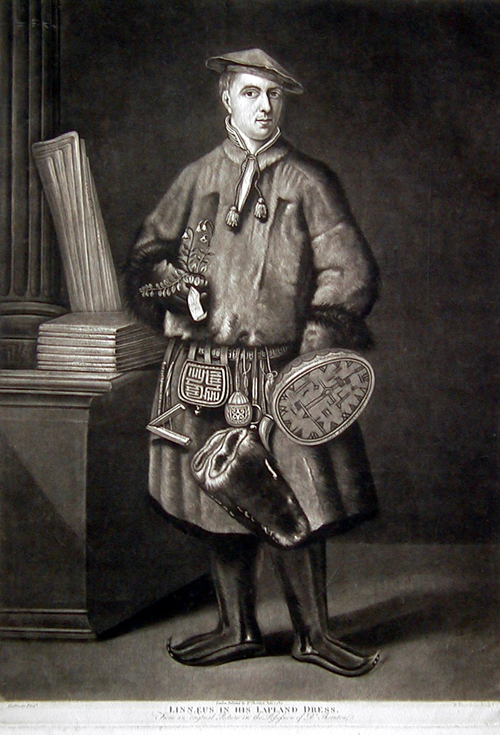
Карл Линней в саамском костюме по возвращении из Лапландского путешествия

И, наконец, особое место занимают работы, связанные с исследованием образцов, имеющих отношение к Карлу Линнею. Гербарий Московского университета обладает относительно небольшой (63 гербарных листа), но исторически интересной коллекцией гербарных образцов, связанных с Карлом Линнеем. Сведения о части этой коллекции были впервые опубликованы в начале 1980-х гг., но были малодоступны для мирового научного сообщества, потому что были опубликованы на русском языке. Сотрудничество между ботаниками МГУ и проектом «Linnaean Plant Name Typification Project» значительно расширило знания об образцах, связанных с Линнеем, которые хранятся в MW.
В результате изучения линнеевского наследия, хранящегося в Гербарии Московского университета, опубликованы CD-ROM с цифровыми изображениями высокого качества всех 63 гербарных образцов, связанных с Линнеем и аннотированный список этих образцов. Предложена также пересмотренная типификация Astragalus physodes L., основанная на материале из MW, обнаружен изолектотип Phlox sibirica L.. Особый раздел упомянутого компакт-диска посвящён анализу происхождения образцов этой коллекции, где в контексте основных этапов истории ботаники в России показано, где и как эти экземпляры были собраны, как они были приобретены для изучения Линнеем и, наконец, как они попали в Московский университет. Для публикации этого раздела в традиционном свои страницы предложил международный журнал по истории ботаники «Huntia». Переработанный и дополненный вариант этой работы был опубликован на русском языке.
В ряде ведущих ботанических журналов мира — «Taxon», «Feddes Repertorium», «Huntia», «OPTIMA Newsletter», «Botanical Electronic News» — авторитетные ботаники опубликовали лестные рецензии на упомянутый CD.

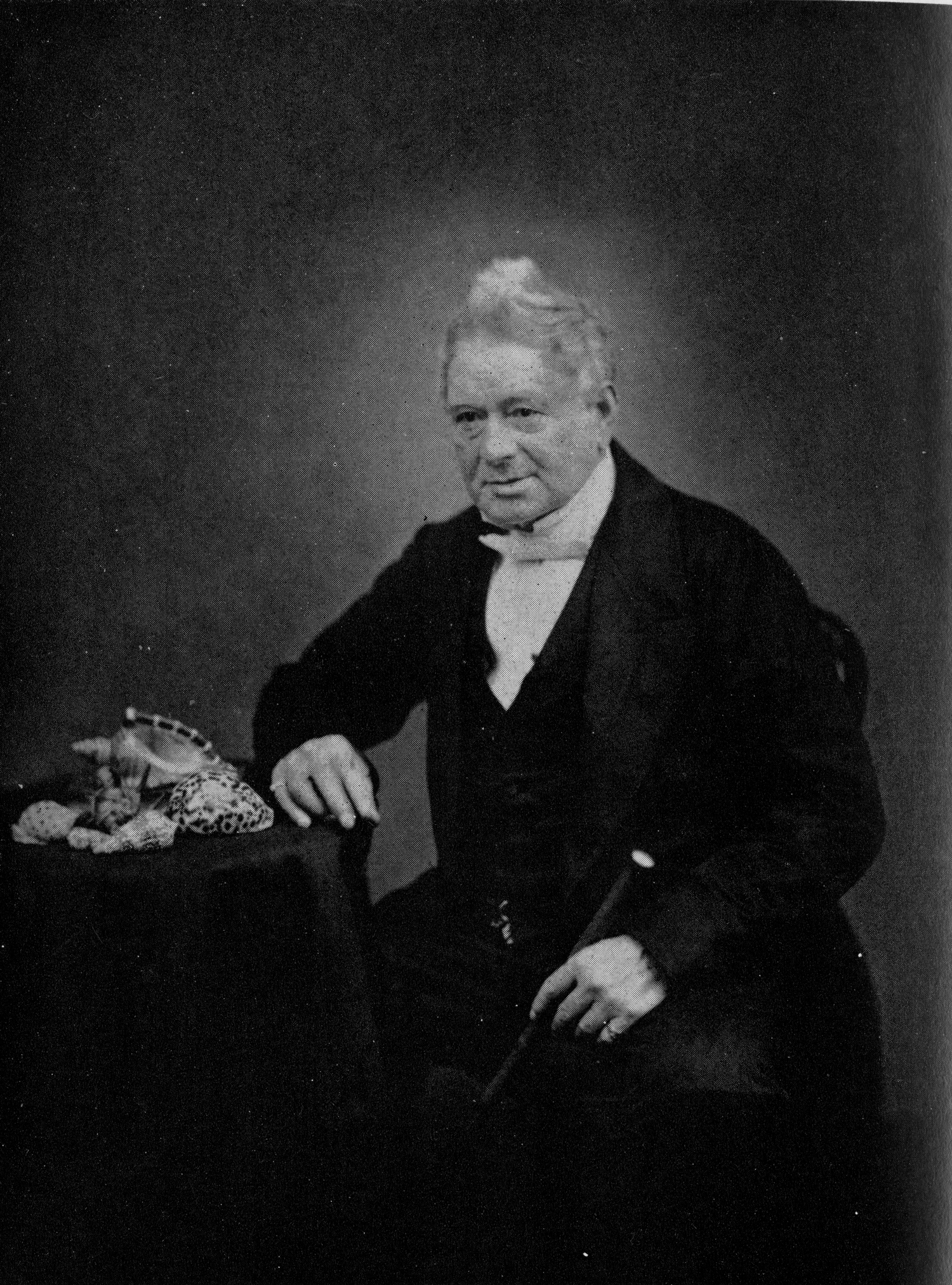
Английский естествоиспытатель Хью Каминг (Hugh Cuming)

Среди отдельных таксономических групп критически обработаны аутентичные материалы, посвящённые папоротникообразным, собранных Хью Камингом (Hugh Cuming, 1791—1865) в Юго-Восточной Азии в 1836—1840 гг., осокам, а также нескольким родам флоры Монголии — Juncus, Luzula и Saxifraga.
В 1974 г. исходя из опыта было начато выделение в качестве особого фонда Гербария коллекции аутентичных образцов. Эта трудоёмкая и важнейшая работа, требующая высокой квалификации, была начата И. А. Губановым и продолжается его помощниками и последователями. О качественном и количественном составе собрания аутентиков четвертьвековой давности дает представление раздел коллективной монографии «Гербарий Московского университета». Через 10 лет расширенный и дополненный каталог аутентиков был опубликован вначале в виде серии статей, а затем, через некоторое время, в виде отдельной монографии. Спустя ещё десятилетие появилось переработанное, исправленное и дополненное издание этого каталога. На 1 ноября 2003 г. эта коллекция представлена 4001 листом, из которых 527 голо-, лекто- и неотипов, 2109 изо-, изолекто- и изонеотипов, 878 синтипов и 487 паратипов. Эта коллекция аутентиков документирует 2793 вида, подвида и разновидности, относящихся к 730 родам и 130 семействам. Средний рост типовой коллекции в 2003—2008 г. составил 10-15 образцов в год.
Ценнейшей частью коллекций Гербария Московского университета является историческое собрание, ядро которого составляют гербарии Гофмана, Ф. Эрхарта, К. Триниуса и отца и сына Форстеров, представляющие собой исключительную научную ценность как с точки зрения истории ботаники, так и благодаря их богатству типовыми образцами. В мировой практике существует традиция тиражирования фотографий классических гербарных коллекций на микрофишах c высоким разрешением. Голландская фирма «Inter Documentation Company» (IDC Publishers) издала с 1957 г. по настоящее время 42 комплекта микрофишей с фотографиями гербарных коллекций классиков ботаники из 15 известнейших гербариев мира. Есть в этом перечне и 4 коллекции из Гербария Московского университета.
В рамках договора Гербария Московского университета с IDC Publishers за 2001—2004 гг. была проведена большая работа по созданию микрофишей гербарных коллекций Гофмана, Эрхарта, Триниуса и отца и сына Форстеров. Комплекты фотографий гербария Триниуса содержит 1177 микрофишей с более чем 26 000 фотографий (Balandin, 2002a), Гофмана — 696 микрофишей (Balandin, 2003), Эрхарта — 269 микрофишей (Balandin, 2003) и отца и сына Форстеров — 13 микрофишей. Работа над этим проектом послужила хорошим поводом для полной ревизии и инвентаризация упомянутых именных коллекций. Она также показала, что за более чем два столетия содержание коллекций изменилось и уже не в полной мере соответствует каталогам, опубликованным в XIX веке. Часть образцов оказалась непонятным образом утерянной, да и в самих каталогах было немало досадных ошибок и опечаток. В связи с этим были составлены и опубликованы новые каталоги исторических коллекций, отражающие их современное состояние.
На основе современного каталога гербария Триниуса проведена полная ревизия и инвентаризация этой коллекции, хранящейся в особом фонде. Установлено, что в настоящее время она насчитывает 26 076 образцов, относящихся к 8 593 видам, 1 249 родам и 250 семействам. Из коллекции Триниуса выделено и перемещено в фонд типовых образцов 277 гербарных листов, являющихся аутентиками, в том числе 18 лектотипов и 101 изолектотип. Заканчивается полная ревизия и инвентаризация гербариев Гофмана и Эрхарта.
Помимо упомянутой «Общей коллекции» Ф. Эрхарта, в Гербарии Московского университета хранится не менее ценная коллекция его эксикат, история создания которой подробно описана. Эрхарт был одним из первых ботаников, издававших эксикаты растений. Эксикаты Эрхарта содержат типовой материал для множества эрхартовских названий. Многие экземпляры их были собраны около Упсалы и в Упсальском ботаническом саду, и возможно изучались непосредственно Линнеем. Есть основания предполагать, что в Гербарии Московского университета сохранилась наиболее полная коллекция эксикат Эрхарта (пять из семи серий), в связи с чем была продолжена работа по изучению этой коллекции. Результаты описания и инвентаризации этой коллекции опубликованы.
Важное и весьма трудоёмкое направление работы в последнее десятилетие — полномасштабная инвентаризация гербарных фондов с созданием компьютерной базы данных, которая была начата в 1992 г. с появлением в Гербарии компьютерной техники. Географо-таксономическая база данных отражает качественный и количественный состав коллекций Гербария Московского университета. Каждая запись в СУБД содержит сведения о числе гербарных листов, представляющих тот или иной вид или внутривидовой таксон в выделяемых географических регионах. База данных содержит 63 поля: 1) цифровой код семейства; 2) название рода; 3) видовой эпитет; 4) автор (авторы) таксона или принимаемой комбинации; 5) широко употребляемые синонимы; 6-63) географические регионы, согласно принятому в Гербарии Московского университета районированию. Результаты проведенной работы опубликованы.
Завершенная к началу 2005 г. компьютерная база данных «Коллекции Гербария Московского университета» содержит сведения о сосудистых споровых, голосеменных, однодольных и двудольных цветковых растений, а также о мохообразных, и на 1 февраля 2005 г. включала записи о 731 399 гербарных листах сосудистых растений, относящихся к 33 796 видам и подвидам, 4 890 родам и 364 семействам, а также о 43 759 образцах мохообразных. С учетом коллекции аутентичных образцов и именных коллекций объем основных фондов Гербария превышает 830 000 образцов. Созданная компьютерная база данных постоянно актуализируется.
Работа по оцифровке и размещению в Интернете графических файлов с изображением аутентичных образцов, их фрагментов и этикеток началась и в Гербарии Московского университета на «Ботаническом сервере Московского университета». Размещены и доступны для изучения аутентики сосудистых споровых и голосеменных растений.
На «Ботаническом сервере МГУ» начал реализовываться интернет-проект создания коллекции автографов ботаников, чьи сборы хранятся в Гербарии Московского университета. Уже представлены автографы К. Линнея, А. Даля, Ф. Эрхарта, Л. Ф. Гольдбаха, К. Мейнсхаузена, В. В. Алёхина, М. Н. Караваева, С. Ю. Липшица, П. А. Смирнова, Д. П. Сырейщикова, В. Н. Тихомирова и др.
Наконец, ещё одна важная категория справочных материалов, которые могут быть чрезвычайно полезными при работе с гербарием, это ботанические рисунки (как оригинальные, так и извлеченные из различных иконографических ботанических сочинений). Выше упоминалось, что при Гербарии Московского университета отдельно хранится и развивается ботаническая иконотека, созданная в своё время Д. П. Сырейщиковым, в которой собрано много оригинальных, точных и таксономически выверенных изображений растений. «Международный кодекс ботанической номенклатуры» (2000) предусматривает возможность признания рисунка документом, идентичным аутентичному гербарному образцу. Иконотека Гербария Московского университета содержит в настоящее время более 80 тысяч рисунков. Это одно из крупнейших собраний рисунков растений мирового ранга, которое вместе с собранием рисунков в библиотеке Королевских Ботанических садов в Кью и коллекцией Хантовского Института Ботанической Документации в Питтсбурге входит в число ведущих ботанических иконографий мира.
Все перечисленные выше направления работы Гербария последних десятилетий служили более полному вовлечению коллекций Гербария в интенсивный научно-исследовательский оборот. Коллекции по-прежнему широко использовались при создании многих фундаментальных сводок: 11-томной «Флоры европейской части СССР» (= «Флора Восточной Европы»), 14-томной «Флоры Сибири», 8-томной сводки «Сосудистые растения советского Дальнего Востока», продолжающегося издания «Атлас флоры Европы», 10-го издания «Флоры средней полосы…» П. Ф. Маевского и целого ряда региональных флор и определителей.
К великому сожалению, с конца 1980-х из-за отсутствия средств были полностью свёрнуты обменные операции как с отечественными, так и с зарубежными Гербариями. Более того, осложнившиеся таможенные формальности практически полностью исключили выписку образцов из зарубежных гербариев для временного изучения, что практиковалось ранее очень широко. Существенно сократились возможности экспедиционных исследований и сборов гербарных материалов.
Важным событием в истории Гербария стал выход в свет капитальной монографии «Гербарий Московского университета (MW): история, современное состояние и перспективы развития», над которой коллектив Гербария работал около полутора лет. Книга заняла первое место в конкурсе НИР за 2003—2007 гг., проводившемся МОИП.
Несмотря на то, что за окном XXI век и что в гербарное дело активно внедряются цифровые технологии, замечательно, что до сих пор в Гербарии Московского университета сохранились многие старинные технологии, ведь в гербарном деле существует много консервативного. Периодически ощущая в университетских коридорах знакомый всем гербарным сотрудникам ни с чем не сравнимый терпкий запах, вспоминаются слова П. А. Смирнова о том, что в 1920—1930-х гг. «…варка клея-гуммиарабика и изготовление „клейных бумажек“ происходили в торжественной обстановке и занимали целый рабочий день. О сём ответственном событии гербарное население оповещалось обыкновенно за неделю, иногда за две». И если до сих пор готовится клеевая бумага, это значит, что в Гербарии продолжается работа.